# Symphurus thermophilus
Symphurus thermophilus är en fiskart som beskrevs av Munroe och Hashimoto 2008. Symphurus thermophilus ingår i släktet Symphurus och familjen Cynoglossidae. Inga underarter finns listade i Catalogue of Life.